# Prorachias bristowei
Prorachias bristowei is een spinnensoort in de taxonomische indeling van de bruine klapdeurspinnen (Nemesiidae).
Prorachias bristowei werd in 1924 beschreven door Mello-Leitão.